# زينوساغا 1 و2
زينوساغا 1 و2 (بالإنجليزية: Xenosaga I & II)‏ (باليابانية:ゼノサーガ I&II) (تنطق ياباني:Zenosāga Wan & Tsū), هي لعبة فيديو من تطوير مونوليث سوفت وتوم كرايت، ومن نشر نامكو, صدرت في السوق سنة 2006 في اليابان فقط، وتعمل لمنصة نينتندو دي إس المحموله.

## المواقع الخارجية
- الموقع الرسمي
 (باليابانية)